# 藤原穏子
藤原 穏子（ふじわら の おんし・やすこ、仁和元年（885年） - 天暦8年1月4日（954年2月9日））は、関白藤原基経女。母は人康親王女。第60代醍醐天皇皇后、第61代朱雀天皇・第62代村上天皇生母。別名五条后。

## 生涯
昌泰4年（901年）醍醐天皇に入内、同年3月女御となる。なお、穏子の甥である藤原師輔が彼女の入内に醍醐天皇の父である宇多上皇が強く反対したことを書き残していることから、穏子が女御になる2か月前に発生した昌泰の変（菅原道真の大宰権帥左遷）の原因として、穏子入内の是非を巡る父子間の対立を指摘する研究者もいる。
延喜7年（907年）従三位、延喜9年2月21日従二位、同年6月17日正二位、延長元年（923年）4月26日、中宮に冊立。延長8年（930年）醍醐天皇譲位、間もなく崩御。朱雀天皇即位。承平元年（931年）皇太后。天慶9年（946年）村上天皇即位、太皇太后。天暦8年（954年）、内裏昭陽舎にて崩御。享年70。
延喜3年（903年）に保明親王を産み、保明親王は皇太子となるも早世、その子で孫の皇太孫慶頼王も僅か5歳で薨御したが、保明親王の死の翌月に立后、さらに寛明親王（朱雀天皇）と成明親王（村上天皇）を相次いで出産して2代の国母となり、摂関政治全盛への基盤を固める。崩御まで朱雀天皇・村上天皇どちらにも皇后が立たなかったため、生涯を通じて後宮唯一の后であり続けた。なお穏子立后の際に中宮職が置かれ、以後これが主流となった。
陵墓は宇治陵（京都府宇治市木幡中村）。